# Ендруз (Флорида)
Ендруз (енгл. Andrews) насељено је место без административног статуса у америчкој савезној држави Флорида.

## Демографија
По попису из 2010. године број становника је 798, што је 90 (12,7%) становника више него 2000. године.
| Група             | 2000.       | 2010.       |
| Белци             | 678 (95,8%) | 724 (90,7%) |
| Афроамериканци    | 9 (1,3%)    | 7 (0,9%)    |
| Азијати           | 0 (0,0%)    | 4 (0,5%)    |
| Хиспаноамериканци | 16 (2,3%)   | 48 (6,0%)   |
| Укупно            | 708         | 798         |